# Amaymon
Amaymon – w demonologii, król wschodniej części piekła. Znany również pod imionami Amojmon, Amoymon, Amaimon i Amemon. Powinno się go przywoływać rano, między godzinami dziewiątą a dwunastą i po południu między trzecią a szóstą. Jego pełnomocnikiem i pierwszym królem w państwie jest Asmodeusz.